# Związek gmin Oberes Gäu
Związek gmin Oberes Gäu – związek gmin (niem. Gemeindeverwaltungsverband) w Niemczech, w kraju związkowym Badenia-Wirtembergia, w rejencji Stuttgart, w regionie Stuttgart, w powiecie Böblingen. Siedziba związku znajduje się w miejscowości Gäufelden, przewodniczącym jego jest Johannes Buchter.
Związek zrzesza cztery gminy wiejsie:
- Bondorf, 5 861 mieszkańców, 17,55 km²
- Gäufelden, 9 312 mieszkańców, 20,07 km²
- Jettingen, 7 571 mieszkańców, 21,12 km²
- Mötzingen, 3 678 mieszkańców, 8,15 km²